# Тадија Анушић
Тадија Анушић (Главице, код Сиња, 1896 — Сињ, 26. јануар 1942) био је учесник Народноослободилачке борбе и народни херој Југославије.

## Биографија
Пореклом је из католичке породице Анушића који су, према предању, дошли у Сињ још 1699. из Ливна или пак представља огранак старог српског племена Богуновића.
За време Првог светског рата мобилисан је у аустроугарску војску, као митраљезац, због заслуга у бици на Кобаридима унапређен у подофицира и одликован.
Први светски рат и побуна у Боки которској утицали су да се Тадија врло рано определи за раднички покрет. У чланство Комунистичку партију Југославије (КПЈ) ступа 1920. године. Веома активно је радио на развијању револуционарне активности на подручју Сињске крајине. На изборима 1920. године био је посланички кандидат на листи КПЈ за Сињ. После завођења шестојануарске диктатуре Тадија се истиче партијским радом на селу.
Због револуционарног рада, стално је прогањан од полиције, 1926. године је ухапшен и подвргнут мучењу. После изласка из затвора, наставио је револуционарну делатност, иако у строгој илегалности успео је да, 1933. године, формира четири партијске ћелије у Сињском крају. Био је члан Покрајинског комитета КПХ за Далмацију. Године 1938. постаје и први секретар тек основаног Котарског комитета КПХ за Сињ. Планирао је одлазак групе омладинаца у Шпанију, како би се прикључили републиканцима у грађанском рату, али је то откривено и спречено.
Био је иницијатор низа економских и полтичких акција, међу којима и штрајка радника Фабрици цигле у Сињу, штрајка радника на мелиорацији Сињског поља, што је омогућило да се Странка радног народа, коју је организовао 1938. године, омасови, политички афирмише и да иступи самостално на општинским изборима 1940. године, на којима је њена листа добила већину и узела општину Сињ у своје руке. Тиме је Сињ био једина општина у Краљевини Југославији у којој су комунисти освојили власт. Тадија је у сињској општини обављао функцију заменика градоначелника.
Априлски рат и окупација Краљевине Југославије затекла га је у војсци. Одмах после капитулације Југословенске краљевске војске, повео акцију за извлачење и скривање оружја и ратне опреме. После доласка у Сињ, радио је на припремама оружаног устанка и првим устаничким акцијама, служећи се војним искуством из Првог светског рата.
Већ 10. августа 1941. године одлази на Динару, са групом од 65 наоружаних бораца. У децембру исте године формирана је Камешничка партизанска чета у којој је Тадија постављен за политичког комесара. Чета је извршила низ успелих акција и диверзија, међу којима се посебно истичу: напад на жандармеријску станицу у Пању 15. децембра 1941. године, уз помоћ босанских партизана и напад на италијанску моторизовану колону, код села Чилаша, у близини Сиња, у којој је било више од 1.500 италијанских војника. 
Због велике хладноће, 18. јануара 1942. године, Тадијина чета се задржала у селу Корита код Сиња, али су пред зору Италијани блокирали цело село. После краће борбе Тадија је рањен и заробљен.
Након шест дана мучења и пошто од њега нису добили никакве информације Тадија је изведен пред војни суд и осуђен на смрт. Италијани су га стрељали у Сињу 26. јануара 1942. године.
Указом Президијума Народне скупштине Федеративне Народне Републике Југославије, 20. децембра 1951. године, проглашен је за народног хероја.